# مدیا چاینیز اینترنشنال
مدیا چاینیز اینترنشنال (انگلیسی: Media Chinese International) شرکت رسانه‌ای مالزیایی است، که در سال ۱۹۲۳ تأسیس شد.